# 賈元春

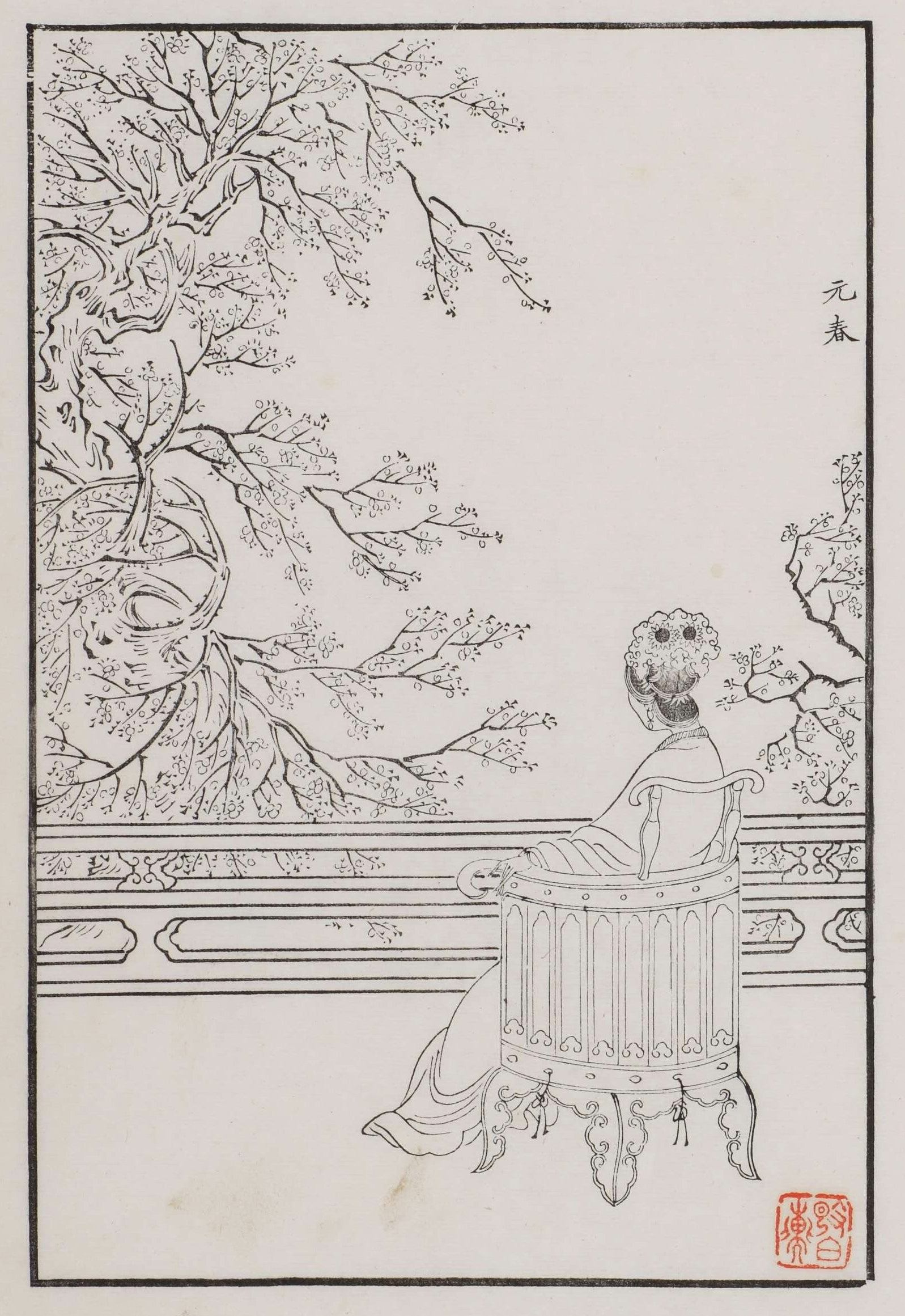
元春,【清】改琦绘

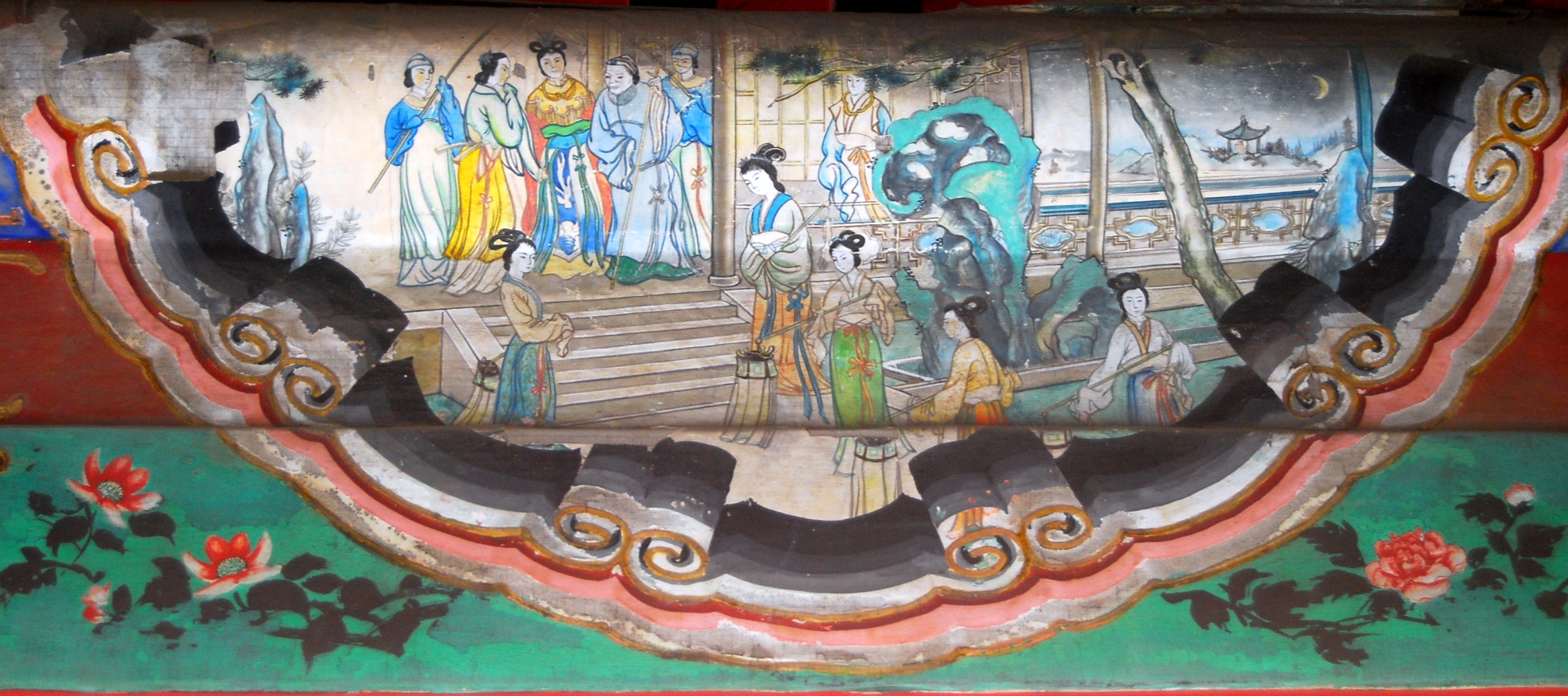
颐和园长廊绘画：元春省亲

贾元春是《红楼梦》中的人物，賈政与王夫人的女儿，贾宝玉的同胞姐姐，因生于正月初一，而取名元春。

## 經歷
元春曾在贾宝玉小的时候教他认字，后应选入宫。在小说第16回贾家接到皇家谕旨：元春被封为凤藻宫尚书，加封贤德妃。后来皇室特许宮妃啟請回娘家省亲，贾家為了籌備元春省亲打造了大观园，其多处建筑由元春省亲时亲自赐名。
在高鹗、程伟元出版的后40回中，元春后来因發胖病逝於宫中，死時口滿痰塞，一生享福，追封贤淑贵妃；但对她的生卒年月则自相矛盾。第86回中提到，她是甲申正月初一出生，第95回则说她甲寅十二月十九日去世，“终年43岁”，但按上述计算她应终年33岁上下。
劉心武认为曲中的「蕩悠悠，把芳魂消耗」暗示其被絞死，「望家鄉，路遠山遙」指死在离宫苑很远的地方，而死因則是宮廷鬥爭，因她泄露了秦可卿身分是被廢太子的女兒，所以牽扯而亡，但無所本。

## 判詞
己卯本、楊藏本寫作：（卞藏本榴误作描，兕误作兒）
二十年来辨是谁，榴花开处照宫闱；三春争及初春景，虎兕相逢大梦归。
其他手抄本則為：
二十年来辨是非，榴花开处照宫闱；三春争及初春景，虎兔相逢大梦归。

## 曲文
「恨無常」
喜榮華正好，恨無常又到。
眼睜睜，把萬事全拋；蕩悠悠，把芳魂消耗！望家鄉，路遠山遙。故向爹娘夢裡相尋告：兒命已入黃泉，天倫呵，須要退步抽身早！

## 伏笔
《红楼梦》第十八回中，贾元春在省亲时点了四出戏，都是悲剧，分别是《一捧雪·豪宴》《长生殿·乞巧》《邯郸记·仙缘》《牡丹亭·离魂》。根据脂砚斋的批注，四出戏分别“伏贾府之败”、“伏元妃之死”、“伏甄宝玉送玉”、“伏黛玉之死”。

## 灯谜
「爆竹」
能使妖魔胆尽摧，身如束帛气如雷。一声震得人方恐，回首相看已化灰。

## 丫鬟
抱琴（元、迎、探、惜四姐妹之貼身丫鬟分別名曰抱琴(17回)、司棋、侍書、入畫 → 琴、棋、書、畫）。

## 元春的年龄
小说第九十五回：稍刻，小太监传谕出来说：“贾娘娘薨逝。”是年甲寅年十二月十八日立春，元妃薨日是十二月十九日，已交卯年寅月，存年四十三岁。
当时宝玉18岁，元春比宝玉大25岁。王夫人35岁生宝玉，推算下来，要10岁生元春，这是不可能的。

## 名字雙關語
脂砚斋批语提到贾家四姐妹元春、迎春、探春、惜春名字连起来諧音“原应叹息”四字。